# Hogna forsteri
Hogna forsteri là một loài nhện trong họ Lycosidae.
Loài này thuộc chi Hogna. Hogna forsteri được Lodovico di Caporiacco miêu tả năm 1955.